# الموسيقى في أيسلندا

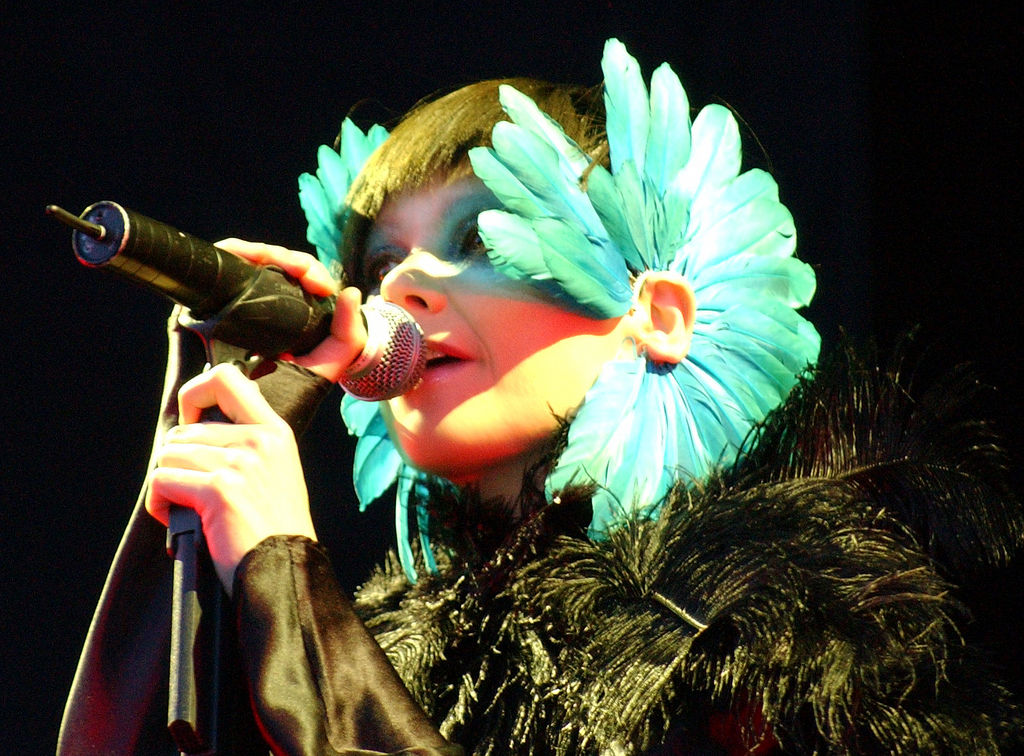

تتضمن موسيقى أيسلندا تقاليد موسيقى فولك وبوب نابضة بالحياة، فضلًا عن مشهد موسيقي كلاسيكي ومعاصر نشط. من بين الفنانين المشهورين من أيسلندا مجموعة فوسيس توليز المتخصصة بموسيقى العصور الوسطى، وفرقة ذا شوغركيوبس المُتخصصة بموسيقى الروك البديل، بالإضافة إلى مغنيين مثل بيورك وهافدس وهولد وإميليانا توريني، وفرقة ما بعد الروك سيغور روس، وفرقة ما بعد موسيقى الميتال سولستافير، وفرقة أوف مونتستيرز آند مين المستقلة المُتخصصة بموسيقى البوب/الفلولك، وفرقة كاليو المتخصصة بموسيقى البلوز/الروك، وفرقة الميتال سكالمولد، وفرقة هاتاري التقنية الصناعية. ترتبط الموسيقى التقليدية في أيسلندا بأشكال موسيقى الشمال. على الرغم من أن عدد سكان أيسلندا قليل جدًا، إلا أنها موطن لكثير من الفرق الموسيقية والموسيقيين المشهورين والمحبوبين.

## الموسيقى الكلاسيكية

### التأليف الموسيقي
وصلت الموسيقى الكلاسيكية إلى أيسلندا في وقت متأخر نسبيًا، إذ تبنى المؤلفون الأيسلنديون الأوائل التقاليد الغربية والكلاسيكية التي ظهرت في أواخر القرن التاسع عشر وأوائل القرن العشرين. كان من بينهم سفينبيورن سفينبرنسن، الذي يُعتبر أول مؤلف أيسلندي محترف. من بين مساهماته في الموسيقى الأيسلندية النشيد الوطني لوفسونغر. يشمل المؤلفون الأيسلنديون من الجيل الأول سيجرالدي كالدالونز وسيجفس إينارسون وإيمل ثورودسين المعروفين بأغانيهم المصحوبة بالبيانو. كان جون ليفز أهم مؤلف أيسلندي في النصف الأول من القرن العشرين.
اليوم، تتمتع أيسلندا بمشهد موسيقي كلاسيكي نابض بالحياة، إذ حقق العديد من المؤلفين الموسيقيين المعاصرون نجاحًا عالميًا. من بين هؤلاء هاوكر توماسون وآنا ثورفالدسدوتر ودانييل باجارناسون وجوهان جوهانسون وهيوجو جدمندسون.

### العروض الموسيقية
أقيمت أول حفلة أوركسترالية ملائمة في أيسلندا عام 1921، بالتزامن مع الزيارة الملكية لكريستيان العاشر ملك الدنمارك، ملك أيسلندا الحاكم. سُميت المجموعة التي أنشئت لهذه المناسبة أوركسترا ريكيافيك، وقدمت عروضًا بشكل متقطع في السنوات التي تلت ذلك تحت إشراف سيجفس إينارسون. بعد تأسيس هيئة الإذاعة الوطنية الأيسلندية في عام 1930، والاحتفالات بالذكرى السنوية الألف لألوينغي، ومن خلال الأعمال الرائدة للموسيقيين مثل فرانز ميكسا وفيكتور أوربانشيك وروبرت إيه. أوتوسون، تحولت هذه المجموعة ببطء إلى فرقة أوركسترا سيمفونية احترافية تُعرف اليوم باسم أوركسترا أيسلندا السيمفونية. تتمركز الأوركسترا في هاربا، أكبر دار للحفلات الموسيقية في ريكيافيك، وتقيم حفلات موسيقية أسبوعية في قاعة إلدبورج.
بالإضافة إلى ذلك، هناك عدد من الفرق الموسيقية التي تقدم عروضها بانتظام في ريكيافيك، حيث تعزف موسيقى تتراوح بين موسيقى الباروك والموسيقى المعاصرة. تشمل هذه أوركسترا ريكيافيك لموسيقى الحجرة، ومجموعة كابوت ونوردك أفيكت. تقام العديد من المهرجانات الموسيقية الكلاسيكية في ريكيافيك وجميع أنحاء أيسلندا سنويًا، بما في ذلك دارك ميوزك دايز وريكيافيك ميدسامر ميوزك.
حقق العازفون الكلاسيكيون الأيسلنديون نجاحًا دوليًا. لا شك أن أشهر مواطن أيسلندي في عالم الموسيقى الكلاسيكية هو عازف البيانو الروسي فلاديمير أشكنازي، الذي استقر في أيسلندا مع زوجته الأيسلندية بوران يوهانسدوتر في عام 1968، بعد انشقاقهما عن الاتحاد السوفيتي. حصل أشكنازي على الجنسية الأيسلندية عام 1972. من بين العازفين الكلاسيكيين الأيسلنديين البارزين الآخرين سيغوربيورن بيرنهارسون، عازف كمان وعضو في رباعية باسيفيكا، وإلفا رين كريستينسدوتير، عازفة كمان، وفيكينور ألافسون، عازف بيانو، وعازفة التشيللو سوينسون ثورستور.

## المؤسسات الموسيقية
- تهدف مؤسسة موسيقى أيسلندا إلى تصدير موسيقى البلد إلى الخارج. تدير موقعًا إلكترونيًا ورسائل إخبارية تحتوي على معلومات حول الموسيقى الأيسلندية، مع وجودها على وسائل التواصل الاجتماعي حيث يمكن للجمهور متابعة تطور الموسيقى الأيسلندية. مؤسسة أوتون هي الجناح المحلي لموسيقى أيسلندا الذي يقوم بتثقيف الموسيقيين حول ترويج الموسيقى بالإضافة إلى إدارة الأموال وتقديم استشارات عامة.
- مركز معلومات الموسيقى (إم آي إس) هو وكالة وطنية للموسيقى المعاصرة والقديمة، معظمها من الموسيقى الكلاسيكية. كما أنه جزء من المركز الدولي للمعلومات الموسيقية.
- سامتون هي منظمة جامعة للمؤلفين والمؤدين والمنتجين الأيسلنديين.
- منجي هو مركز للموسيقى الطليعية والموسيقى التجريبية والموسيقى المعاصرة. يُنظم المركز العروض الموسيقية والمعارض والمؤتمرات ويدير استوديو تسجيل.